# Giro d'Italia 1914
Il Giro d'Italia 1914, sesta edizione della "Corsa Rosa", si svolse in otto tappe dal 24 maggio al 7 giugno 1914, per un percorso totale di 3162 km. Fu vinto dall'italiano Alfonso Calzolari.
Fu l'ultimo Giro disputato prima dello scoppio della Grande Guerra ed il primo disputato con classifica generale a tempi anziché a punti.
È ricordato come il Giro più duro dell'epoca eroica del ciclismo. Cinque tappe su otto ebbero un percorso di oltre 400 km, e si stabilirono diversi primati mai più superati: la tappa più lunga mai corsa al Giro (la Lucca-Roma, di 430 km, vinta da Costante Girardengo); la lunghezza media di tappa più alta di sempre (395,25 km); la velocità media più bassa (23,374 km/h); il distacco più alto fra primo e secondo classificato (1h55'26"); il maggior tempo di percorrenza di una tappa (19h20'47" nella Bari-L'Aquila) e il minor numero di corridori al traguardo finale (8 su 81 partiti).
Si partì di notte da Milano verso il Sestriere, su cui passò per primo Angelo Gremo, a piedi. Nella tappa successiva, crollarono sia Gremo che Luigi Ganna, lasciando strada a Alfonso Calzolari che staccò di un'ora Girardengo. Lo stesso Girardengo vinse la tappa più lunga della corsa, in cui Lauro Bordin rimase da solo in avanscoperta per 350 km e 14 ore. Ad Avellino spuntò Giuseppe Azzini, che arrivò da solo sul traguardo, ripetendosi anche nella frazione successiva con arrivo a Bari, in cui staccò di circa un'ora Calzolari passando in testa alla classifica generale. Nella sesta tappa Azzini andò in crisi sul Macerone e venne ritrovato il mattino seguente in un granaio a Barisciano, Calzolari ritornò ad essere il leader ma venne penalizzato di 3 delle 5 ore di vantaggio per essersi attaccato a una macchina lungo la Salita delle Svolte, nella tappa Bari-L'Aquila. L'Unione Velocipedista Italiana ne chiese la squalifica e al traguardo di Milano considerò vincitore Pierino Albini. Solo nel febbraio del 1915 il tribunale diede ragione alla Gazzetta confermando vincitore Alfonso Calzolari.

## Tappe
| Tappa  | Data      | Percorso        | km    | Vincitore di tappa  | Leader cl. generale |
| ------ | --------- | --------------- | ----- | ------------------- | ------------------- |
| 1ª     | 24 maggio | Milano > Cuneo  | 420   | Angelo Gremo        | Angelo Gremo        |
| 2ª     | 26 maggio | Cuneo > Lucca   | 340,5 | Alfonso Calzolari   | Alfonso Calzolari   |
| 3ª     | 28 maggio | Lucca > Roma    | 430   | Costante Girardengo | Alfonso Calzolari   |
| 4ª     | 30 maggio | Roma > Avellino | 365,4 | Giuseppe Azzini     | Alfonso Calzolari   |
| 5ª     | 1º giugno | Avellino > Bari | 328,7 | Giuseppe Azzini     | Giuseppe Azzini     |
| 6ª     | 3 giugno  | Bari > L'Aquila | 428   | Luigi Lucotti       | Alfonso Calzolari   |
| 7ª     | 5 giugno  | L'Aquila > Lugo | 429,1 | Pierino Albini      | Alfonso Calzolari   |
| 8ª     | 7 giugno  | Lugo > Milano   | 420,3 | Pierino Albini      | Alfonso Calzolari   |
| Totale | Totale    | Totale          | 3162  |                     |                     |

## Dettagli delle tappe

Prima tappa Milano-Cuneo, Carlo Durando e Luigi Ganna al passo del Sestriere

### 1ª tappa
- 24 maggio: Milano > Cuneo – 420 km

Risultati
| Pos. | Corridore         | Squadra | Tempo     |
| ---- | ----------------- | ------- | --------- |
| 1    | Angelo Gremo      | Ganna   | 17h13'55" |
| 2    | Carlo Durando     | Maino   | a 13'55"  |
| 3    | Alfonso Calzolari | Stucchi | a 13'57"  |

### 2ª tappa
- 26 maggio: Cuneo > Lucca – 340,5 km

Risultati
| Pos. | Corridore           | Squadra | Tempo     |
| ---- | ------------------- | ------- | --------- |
| 1    | Alfonso Calzolari   | Stucchi | 14h26'15" |
| 2    | Giuseppe Azzini     | Bianchi | a 33'45"  |
| 3    | Costante Girardengo | Maino   | a 34'42"  |

### 3ª tappa
- 28 maggio: Lucca > Roma – 430 km

Risultati
| Pos. | Corridore           | Squadra | Tempo     |
| ---- | ------------------- | ------- | --------- |
| 1    | Costante Girardengo | Maino   | 17h28'55" |
| 2    | Carlo Durando       | Maino   | s.t.      |
| 3    | Carlo Oriani        | Bianchi | s.t.      |

### 4ª tappa
- 30 maggio: Roma > Avellino – 365,4 km

Risultati
| Pos. | Corridore       | Squadra | Tempo     |
| ---- | --------------- | ------- | --------- |
| 1    | Giuseppe Azzini | Bianchi | 13h19'23" |
| 2    | Pierino Albini  | Globo   | a 35'18"  |
| 3    | Eberardo Pavesi | Bianchi | a 42'54"  |

### 5ª tappa
- 1º giugno: Avellino > Bari – 328,7 km

Risultati
| Pos. | Corridore         | Squadra | Tempo      |
| ---- | ----------------- | ------- | ---------- |
| 1    | Giuseppe Azzini   | Bianchi | 12h50'27"  |
| 2    | Alfonso Calzolari | Stucchi | a 1h03'22" |
| 3    | Luigi Lucotti     | Maino   | a 1h32'21" |

### 6ª tappa
- 3 giugno: Bari > L'Aquila – 428 km

Risultati
| Pos. | Corridore         | Squadra | Tempo     |
| ---- | ----------------- | ------- | --------- |
| 1    | Luigi Lucotti     | Maino   | 19h20'47" |
| 2    | Carlo Durando     | Maino   | a 18'59"  |
| 3    | Alfonso Calzolari | Stucchi | a 34'14"  |

### 7ª tappa
- 5 giugno: L'Aquila > Lugo – 429,1 km

Risultati
| Pos. | Corridore      | Squadra | Tempo     |
| ---- | -------------- | ------- | --------- |
| 1    | Pierino Albini | Globo   | 17h48'42" |
| 2    | Luigi Lucotti  | Maino   | s.t.      |
| 3    | Carlo Durando  | Alcyon  | s.t.      |

### 8ª tappa
- 7 giugno: Lugo > Milano – 420,3 km

Risultati
| Pos. | Corridore         | Squadra | Tempo     |
| ---- | ----------------- | ------- | --------- |
| 1    | Pierino Albini    | Globo   | 17h03'29" |
| 2    | Clemente Canepari | Stucchi | a 1"      |
| 3    | Ottavio Pratesi   | Maino   | a 2"      |

## Classifiche finali

### Classifica generale
| Pos. | Corridore         | Squadra      | Tempo       |
| ---- | ----------------- | ------------ | ----------- |
| 1    | Alfonso Calzolari | Stucchi      | 135h17'56"  |
| 2    | Pierino Albini    | Globo        | a 1h57'26"  |
| 3    | Luigi Lucotti     | Maino        | a 2h04'23"  |
| 4    | Clemente Canepari | Stucchi      | a 3h01'12"  |
| 5    | Enrico Sala       | Atala        | a 3h59'45"  |
| 6    | Carlo Durando     | Alcyon       | a 5h12'22"  |
| 7    | Ottavio Pratesi   | Maino        | a 7h20'58"  |
| 8    | Londero Gianni    | Indipendente | a 17h21'08" |